# Martwa góra: Tragedia na Przełęczy Diatłowa
Martwa góra: Tragedia na Przełęczy Diatłowa (ros. Перевал Дятлова, trb. Pieriewał Diatłowa) – rosyjski serial telewizyjny, dramat historyczny, stworzony przez 1-2-3 Production. Inspirowany prawdziwymi wydarzeniami znanymi później w historiografii jako tragedia na Przełęczy Diatłowa, opowiada o przygotowaniach grupy Diatłowa do ekspedycji, jej przebiegu oraz śledztwie prowadzonym po śmierci jej członków. Pierwszy odcinek wyemitowano 16 listopada 2020 na kanale TNT, jednocześnie udostępniając go w usłudze strumieniowej Premier.

## Fabuła
W nocy z 1 na 2 lutego 1959 w okolicach góry Chołatczachl na północy obwodu swierdłowskiego ginie grupa studentów i absolwentów Uralskiego Instytutu Politechnicznego w Swierdłowsku kierowana przez Igora Diatłowa. Uczestnicy wyprawy zamierzali odbyć około trzystukilometrową wędrówkę w trudnych warunkach, żeby zdobyć dwa szczyty Uralu Północnego: Otorten i Ojka-Czakur. Kiedy w umówionym terminie grupa nie dociera do punktu końcowego zorganizowana zostaje grupa poszukiwawcza, która odnajduje ciała kilku członków wyprawy. Śledztwo w sprawie ustalenia przyczyn tragedii powierzone zostaje majorowi KGB Olegowi Kostinowi.
Odcinki nieparzyste przedstawiają śledztwo, podczas gdy parzyste losy grupy Diatłowa. Reżyserzy i producenci Walerij Fiedorowicz i Jewgienij Nikiszow oraz scenarzysta Ilja Kulikow na potrzeby prac nad serialem uzyskali dostęp do utajnionych wcześniej materiałów ze sprawy prowadzonej w 1959 roku i jej wznowienia z początku XXI wieku, szczegółowo przestudiowali też dzienniki członków grupy, żeby postacie historyczne odwzorować jak najdokładniej. Serial toczy się na trzech płaszczyznach czasowych, przedstawiając przebieg trasy grupy Diatłowa, śledztwa w sprawie ich śmierci oraz wspomnienia Kostina i Zołotariewa z ostatnich tygodni II wojny światowej. Kostin, Szumanowa, Okuniew i inne postacie pojawiające się w wątku śledczym i retrospekcjach z frontu wschodniego są w większości fikcyjne.

## Obsada
Źródło: IMDb, Kinopoisk

### Główna
- Piotr Fiodorow jako Oleg Kostin – major KGB
- Marija Ługowaja jako Jekatierina Szumanowa – patolog sądowa
- Andriej Dobrowolskij jako Aleksandr Okuniew – oficer KGB z obwodu swierdłowskiego
- Iwan Mulin jako Igor Diatłow(inne języki) – organizator i kierownik wyprawy
- Aleksandr Mietiołkin jako Jurij Doroszenko – uczestnik wyprawy
- Irina Łukina jako Ludmiła Dubinina – uczestniczka wyprawy
- Jegor Bierojew(inne języki) jako Siemion (Aleksandr) Zołotariow – kapitan KGB, uczestnik wyprawy
- Jewgienij Antropow jako Aleksandr Kolewatow – uczestnik wyprawy
- Marija Macel(inne języki) jako Zinaida Kołmogorowa – uczestniczka wyprawy
- Maksim Jemieljanow jako Gieorgij Jurij Kriwoniszczenko – uczestnik wyprawy
- Roman Jewdokimow jako Rustem Słobodin – uczestnik wyprawy
- Jurij Diejniekin jako Nikołaj Tibo-Brińol – uczestnik wyprawy
- Maksim Kostromykin(inne języki) jako Jurij Judin – uczestnik wyprawy, zawracający w Wiżaju

### Drugoplanowa
- Aleksiej Kirsanow jako Wasilij Tiempałow – prokurator Iwdelu
- Pawieł Worożcow(inne języki) jako Lew Iwanow – śledczy prokuratury obwodu swierdłowskiego
- Siergiej Szakurow jako Dmitrij Rudakow – dyrektor II Zarządu Głównego KGB (pierwowzór: Oleg Gribanow)
- Jondongijn Cog jako dziadek Unchu – Chant
- Timur Romanow jako Unchu – młody Chant
- Gieorgij Biessonow jako Jekor – Chant, ojciec Unchu
- Jelena Markowa jako Ewi – Chantka, matka Unchu
- Michaił Kriemier jako Babiczew – major KGB
- Władimir Simonow(inne języki) jako Andriej Kirilenko, 1. sekretarz komitetu partii w obwodzie swierdłowskim
- Aleksiej Wiertkow(inne języki) jako Władimir Jachromiejew – dowódca eskadronu śmierci
- Jewgienij Tkaczuk(inne języki) jako Bułygin – dowódca eskadronu śmierci
- Aleksiej Bardukow(inne języki) jako Wiktor Szumanow – sierżant Armii Czerwonej, mąż Jekateriny
- Azamat Nigmanow(inne języki) jako Wasia – zwiadowca
- Andriej Arziajew jako Jegorycz – sierżant Armii Czerwonej
- Oleg Wasilkow jako Boris Słobcow – kapitan grupy poszukiwawczej
- Artiom Siemakin jako Jewgienij Maslennikow – kapitan grupy poszukiwawczej
- Polina Czernyszowa jako Nadieżda Tiempałowa – żona Tiempałowa
- Aleksandr Konowałow jako Kolja Szumow – syn Jekateriny i Wiktora
- Siergiej Nieudaczin jako Rempel – leśniczy
- Michaił Orłow jako Kostia Żmych – zbieg z łagru
- Aleksiej Szewczenkow(inne języki) jako Wołkow – kapitan NKWD
- Jewgienij Romancow jako Boris Jelcyn – student UIP chcący dołączyć do wyprawy, odrzucony przez Diatłowa[a]
- Danił Iwanow jako sierżant Michaił Jegorow
- Felix Schultess jako Paul
- Aleksiej Szemies(inne języki) jako pułkownik

## Lista odcinków
| Nr | # | Tytuł oryginalny    | Tytuł polski     | Reżyseria                               | Scenariusz                        | Premiera (Rosja) | Premiera (Polska) |
| --- | - | ------------------- | ---------------- | --------------------------------------- | --------------------------------- | ---------------- | ----------------- |
| 1 | 1 | Серия 1 (Sierija 1) | Odcinek pierwszy | Walerij Fiedorowicz, Jewgienij Nikiszow | Ilja Kulikow                      | 16.11.2020       | 08.04.2021        |
| Pod koniec lutego 1959 r. Kostin leci na Ural, żeby zbadać śmierć grupy Diatłowa. Sekcję zwłok pięciu odnalezionych dotąd członków zleca miejscowej patolog, Jekatierinie Szumanowej, wdowie po swoim zmarłym towarzyszu z frontu wschodniego. Dowiaduje się, że początkowo w wyprawie brało udział dziesięć osób, ale Jurij Judin w ostatniej chwili zrezygnował, powołując się na kontuzję nogi. Kostin przesłuchuje Judina, wspominając ostatnie tygodnie II wojny światowej, kiedy w lesie pod Berlinem jego oddział znalaz nieoznaczony na mapach zamek, w którym Ahnenerbe przeprowadzała eksperymenty na ludziach. Judin przyznaje, że prawdziwym powodem jego rezygnacji było wyczuwalne w górach zło i przeświadczenie, że wszyscy zginą. |   |                     |                  |                                         |                                   |                  |                   |
| 2 | 2 | Серия 2 (Sierija 2) | Odcinek drugi    | Paweł Kostomarow, Stiepan Gordiejew     | Wasilij Wnukow, Aleksandr Sysojew | 17.11.2020       | 08.04.2021        |
| Styczeń 1959. UIP zatwierdza Diatłowowi trasę wycieczki, przydzielając mu jednocześnie doświadczonego instruktora, Aleksandra Zołotariewa. W pierwszych dniach wyprawy Judin ma koszmary, w których widzi śmierć całej grupy. W ostatniej miejscowości przed wejściem z góry kobieta z plemienia Mansów ostrzega Diatłowa, Zołotariewa i Judina przed złym duchem gór, Sorni naj. Diatłow potajemnie sprawdza dokumenty Zołotariewa, odkrywając, że ma na imię Siemion. Ten przyznaje, że przyjął to imię w ramach wdzięczności dla dowódcy, który na froncie ocalił mu życie. Wspomina, jak podczas wojny zetknął się z nazistami z zamku Ahnenerbe i od jednego z nich otrzymał pierścień mający rzekomo chronić przed śmiercią. Judin w ostatniej chwili rezygnuje z dalszego udziału w wycieczce. |   |                     |                  |                                         |                                   |                  |                   |
| 3 | 3 | Серия 3 (Sierija 3) | Odcinek trzeci   | Walerij Fiedorowicz, Jewgienij Nikiszow | Ilja Kulikow                      | 18.11.2020       | 15.04.2021        |
| Kostin zostaje wezwany do dyrekcji KGB w Moskwie, gdzie dowiaduje się, że Zołotariew był kapitanem KGB w Niżnym Tagilu, a grupie przydzielono go, bo dysponowała urządzeniem do pomiaru promieniowania. Generał Rudakow sugeruje także, żeby zbadał doniesienia o tajemniczych kulach światła, jakie widziano na niebie na Uralu. W Niżnym Tagilu spotyka się z dowódcą Zołotariewa, który sugeruje, że za śmiercią grupy stali kłusownicy; w wyniku zbiegu okoliczności udaje się ich zneutralizować i wykazać ich powiązania z miejscowymi władzami i ochroną Iwdelłagu, nie mieli oni jednak związku z wydarzeniami na Chołatczachl. W retrospekcji z wojny Kostin próbuje popełnić samobójstwo, dowiedziawszy się o śmierci żony i dziecka; ratuje go Zołotariew, Oleg jednak nie widzi jego twarzy i nie zna jego imienia. Kostin postanawia spędzić noc w tym samym miejscu, w którym zginęła grupa. Nocą widzi na niebie kule światła. |   |                     |                  |                                         |                                   |                  |                   |
| 4 | 4 | Серия 4 (Sierija 4) | Odcinek czwarty  | Paweł Kostomarow, Stiepan Gordiejew     | Wasilij Wnukow, Aleksandr Sysojew | 19.11.2020       | 15.04.2021        |
| Styczeń 1959. Grupę Diatłowa podróżującą obranym szlakiem obserwuje stary Chunt, przestrzegający swojego wnuka Unchu, że nie może się z nimi kontaktować, bo już nie żyją i niedługo zabierze ich Sorni naj. Nocą grupa widzi na niebie tajemnicze kule światła i uznają je za testy, o których lepiej zapomnieć dla własnego bezpieczeństwa. Podczas postoju Zołotariew doświadcza wizji, w której widzi zamarzniętego mężczyznę w niemieckim mundurze i dostaje ataku padaczki. Po odzyskaniu przytomności zostaje zapytany o pierścień; odpowiada, że przez służył mu za talizman, ale zamierza skończyć z tym przesądem. Unchu wykrada się i ostrzega Ludmiłę przed Sorni naj. Diatłow przyznaje, że przed tym samym ostrzegała go kobieta Mansów w ostatniej miejscowości. Do obozu dociera wyczerpany mężczyzna na nartach, prosząc o pomoc. |   |                     |                  |                                         |                                   |                  |                   |
| 5 | 5 | Серия 5 (Sierija 5) | Odcinek piąty    | Walerij Fiedorowicz, Jewgienij Nikiszow | Ilja Kulikow                      | 23.11.2020       | 22.04.2021        |
| Rudakow informuje Kostina, że kule światła związane są z testami rakiety międzykontynentalnej R-7 i nie miały związku ze śmiercią grupy Diatłowa. Na początku maja na przełęczy zostają odnalezione ciała pozostałych czterech turystów. Kostin znajduje na miejscu łuskę z pistoletu i wysnuwa hipotezę, że Zołotariow strzelał do kogoś, żeby chronić pozostałych. Sekcja zwłok nie wykazuje ran postrzałowych ani kłutych, a śmierć nastąpiła z powodu poważnych obrażeń niewiadomego pochodzenia; Jekaterina przyznaje, że mogły powstać w wyniku uderzenia kolbą karabinu. Oleg udaje się do Iwdelłagu, w którym uzyskuje potwierdzenie, że w czasie, kiedy Diatłow z grupą byli na przełęczy, z obozu uciekły trzy osoby, za którymi wysłano eskadrony śmierci. Dowódca kolonii popełnia samobójstwo, a kapitan jednego z eskadronów, Bułygin, ucieka. |   |                     |                  |                                         |                                   |                  |                   |
| 6 | 6 | Серия 6 (Sierija 6) | Odcinek szósty   | Paweł Kostomarow, Stiepan Gordiejew     | Wasilij Wnukow, Aleksandr Sysojew | 24.11.2020       | 22.04.2021        |
| 1 lutego 1959. Wyczerpany mężczyzna podaje się za myśliwego, Kostię Żmycha, który zabłądził w tajdze. Zołotariew przyznaje, że wie, że jest zbiegiem z łagru i nakazuje mu opuszczenie grupy nazajutrz. Rankiem Diatłow i Kołmogorowa udają się sprawdzić dalszą trasę, na której napotykają zamarznięte ciała dwóch pozostałych zbiegów i ludzi Bułygina, którzy domagają się doprowadzenia ich do swojego obozu. Bułygin dokonuje inspekcji, nie odnajdując Żmycha, ukrytego przez grupę; odchodzi, grożąc, że jeżeli go okłamali, wróci i ich zabije. Zołotariew na odchodne daje Żmychowi swój pierścień. Podczas podróży grupę zastaje silna śnieżyca, ale udaje im się schronić w jurcie należącej do rodziny starego Chanta; kiedy wraca do niej wieczorem, nakazuje grupie opuszczenie jego domu. Grupa pozostawia cięższe i niepotrzebne na dalszej trasie wyposażenie w szałasie; Ludmiła, po doświadczeniach ostatnich dni, proponuje, żeby zawrócić. Diatłow, rozumiejąc, że grupa jest zmęczona, proponuje głosowanie. Ostatecznie wszyscy, włącznie z Dubininą, opowiadają się za kontynuowaniem wyprawy.       |   |                     |                  |                                         |                                   |                  |                   |
| 7 | 7 | Серия 7 (Sierija 7) | Odcinek siódmy   | Walerij Fiedorowicz, Jewgienij Nikiszow | Ilja Kulikow                      | 25.11.2020       | 29.04.2021        |
| Kostin i eskadron Jachromiejewa dopadają Bułygina. Ten przynaje, że spotkał grupę Diatłowa i tej samej nocy wytropił Żmycha, będącego niebezpiecznym mordercą, temu jednak udało się uciec, uprzednio zabijając jednego z ludzy Bułygina. Kostin wspomina koniec wojny, kiedy Wiktor oddał życie, żeby go uratować. Postanawia wybrać się do rodziny Unchu, którą jako potencjalnych sprawców wskazuje jeden ze świadków. Starzec zabiera Olega na Chołatczachl, gdzie opowiada mu szczegóły z jego życia, których nie może znać osoba postronna, twierdząc, że powiedział mu je hont torum – duch wojny chcący życia Olega i pozostający z nim, odkąd zapłacił za nie ktoś inny. Sugeruje, że grupa Diatłowa miała zapłacić tę cenę za któregoś ze swoich członków. Po powrocie do Iwdelu Kostin zdaje raport, w którym stwierdza, że po osunięciu się deski śnieżnej grupa w popłochu wybiegła z namiotu próbując ratować rannego Tiba-Brińola, ale będąc w szoku działali nieracjonalnie i zgubili się. |   |                     |                  |                                         |                                   |                  |                   |
| 8 | 8 | Серия 8 (Sierija 8) | Odcinek ósmy     | Paweł Kostomarow, Stiepan Gordiejew     | Wasilij Wnukow, Aleksandr Sysojew | 26.11.2020       | 29.04.2021        |
| 1 lutego, wobec pogarszających się warunków pogodowych, Diatłow postanawia rozbić obóz na przełęczy Chołatczachlu. Nocą na namiot osuwa się deska śnieżna, ciężko raniąc Dubininę, Zołotariowa i Tiba-Brińola, a następna zasypuje namiot całkowicie. Grupa postanawia wrócić do szałasu po ciepłe rzeczy. Po przejściu pewnej odległości postanawiają zatrzymać się pod drzewem cedrowym; Kriwoniszczenko, Słobodin i Doroszenko próbują rozpalić ognisko. Diatłow natrafia na jar, zdając sobie sprawę, że skierowali się w złą stronę. Postanawia przenieść do jaru Dubininę, Zołotariewa i Tiba-Brińola, żeby osłonić ich przed wiatrem. Tibo-Brińol umiera po przeniesieniu go do jaru. Kriwoniszczenko i Doroszenko zamarzają z wyziębienia po nieudanej próbie rozpalenia ognia; pozostali zabierają ich ubrania, żeby ogrzać pozostałych przy życiu. Dubinina umiera próbując wydostać się z jaru, a Zołotariew niedługo po niej, uprzednio strzelając do widma swojego kapitana z czasów wojny, który zginął zamiast niego. Słobodin, Diatłow i Kołmogorowa postanawiają wrócić do namiotu, ale zamarzają po drodze. |   |                     |                  |                                         |                                   |                  |                   |

## Produkcja
Informację o zrealizowaniu serialu ujawniono oficjalnie 5 grudnia 2017. Poinformowano, że na showrunnera wybrano Wadima Pierielmana, a serial zadebiutuje na kanale TV-3. 1 lutego 2019, w sześćdziesiątą rocznicę tragedii, kanał TV-3 zaprezentował pierwszy zwiastun. Poinformowano, że cechą charakterystyczną projektu będzie, iż odcinki parzyste koncentrować będą się na dochodzeniu w sprawie śmierci członków grupy i będą nagrywane taśmą 16 mm, zaś parzyste – poświęcone ekspedycji Diatłowa – kamerą cyfrową; ujawniono także, że na producentów całości wybrano Walerija Fedorowicza i Jewgienija Nikiszowa. Odcinki poświęcone grupie Diatłowa nagrano w czerni i bieli i formacie 4:3. W październiku 2019 roku ogłoszono, że serial zadebiutuje jesienią 2020 na platformie strumieniowej Premier.
Zdjęcia do odcinka pilotowego rozpoczęły się na początku stycznia 2018 roku w obwodzie murmańskim, w opuszczonej wsi Oktiabrskij w Chibinach. Zdjęcia do pozostałych odcinków realizowano w Ałtaju; zakończyły się one jesienią 2019 roku. Ze względu na trudne warunki członkowie ekipy filmowej musieli dojeżdżać na miejsce około piętnaście kilometrów traktorami lub skuterami śnieżnymi.
4 października 2020 roku Martwa góra była tytułem zamykającym festiwal Comic-Con Russia Online. Widzom zaprezentowano zwiastun, materiał filmowy z pierwszego odcinka, ujęcia zza kulis oraz wypowiedzi Mariji Macel, Iriny Łukiny, Maksima Kostromykina i Maksima Jemieljanowa.
W dniu premiery kanał TNT i agencja Ruptly uruchomiły projekt pozwalający użytkownikom samodzielnie zbadać śmierć grupy Diatłowa. W jego ramach zrekonstruowano ostatnie dziesięć dni życia członków grupy: od spakowania się na wyprawę, poprzez przejazd do miejsca rozpoczęcia wędrówki, po wejście szlakiem Mansów na przełęcz. 1-2-3 Production zrealizowało także miniserial dokumentalny Przełęcz Diatłowa: W poszukiwaniu prawdy (ros. Перевал Дятлова: Охотники за правдой, trb. Pieriewał Diatłowa: Ochotniki za prawdoj), emitowany od 1 listopada 2020.

## Dystrybucja
Światowa premiera serialu miała odbyć się w listopadzie 2020 roku w ramach programu konkursu głównego Międzynarodowego Festiwalu Filmowego w Genewie, jednak ten został odwołany ze względu na pandemię Covid-19. Pierwszy odcinek wyemitowano 16 listopada 2020 na antenie TNT, jednocześnie udostępniając go w usłudze strumieniowej Premier.
We wrześniu 2019 roku Martwą górę zaprezentowano na targach filmowych podczas Międzynarodowego Festiwalu Filmowego w Toronto w ramach programu „Created in Moscow”, gdzie serial wzbudził zainteresowanie dystrybutorów i platform strumieniowych. W lutym 2020, podczas targów produkcji europejskich organizowanych w ramach 70. Międzynarodowego Festiwalu Filmowego w Berlinie, prawa do międzynarodowej dystrybucji serialu nabyła wytwórnia Beta Film. W czerwcu 2020 roku serial zaprezentowano podczas międzynarodowego internetowego festiwalu rosyjskich utworów audiowizualnych Key Buyers Event: Digital Edition; wtedy też opublikowano zwiastun. We wrześniu 2020 roku projekt zaprezentowano w ramach ogólnej prezentacji podczas MFF w Toronto.
Niemiecki oddział Disneya nabył prawa do emisji serialu na płatnym kanale Fox German. Prawa do serialu nabyła także platforma SVOD Cirkus, umożliwiająca obejrzenie go w krajach jak Szwecja, Dania, Islandia, Finlandia i Norwegia. W Polsce prawa do serialu nabył Canal+, który emitował odcinki premierowo od 8 kwietnia do 29 kwietnia 2021. W maju Martwa góra trafiła do usługi Canal+ Online oraz Player. Od 1 maja Canal+ emitował także Przełęcz Diatłowa: W poszukiwaniu prawdy.

## Odbiór
W Rosji serial spotkał się z pozytywnym odbiorem ze strony widzów i recenzentów. Pierwszy odcinek podczas premierowej emisji uzyskał 18,7% udziału śród widowni docelowej kanału TNT (14-44 lata), pokonując STS (9,5%), NTV (8,2%), Pierwyj kanał (8,0%) i Piatyj kanał (5,2%). Czołowi rosyjscy krytycy filmowi i telewizyjni uznali Martwą górę za najlepszy rosyjski serial 2020 roku; analogiczne wyróżnienie produkcja zdobyła w plebiscycie portalu Kino Mail.ru; podczas trzeciej gali rozdania nagród rosyjskiej branży internetowej produkcję uznano za najlepszy serial dostępny w Internecie trwający powyżej 24 minut.